# Катав-Івановський район
Катав-Івановський район - муніципальне утворення в Челябінській області Росії.
Адміністративний центр - Катав-Івановськ.

## Географія
Площа - 3 278 км², сільськогосподарські угіддя - 28300 га.

## Історія
Утворений районі 4 листопада 1926 року.

## Промисловість

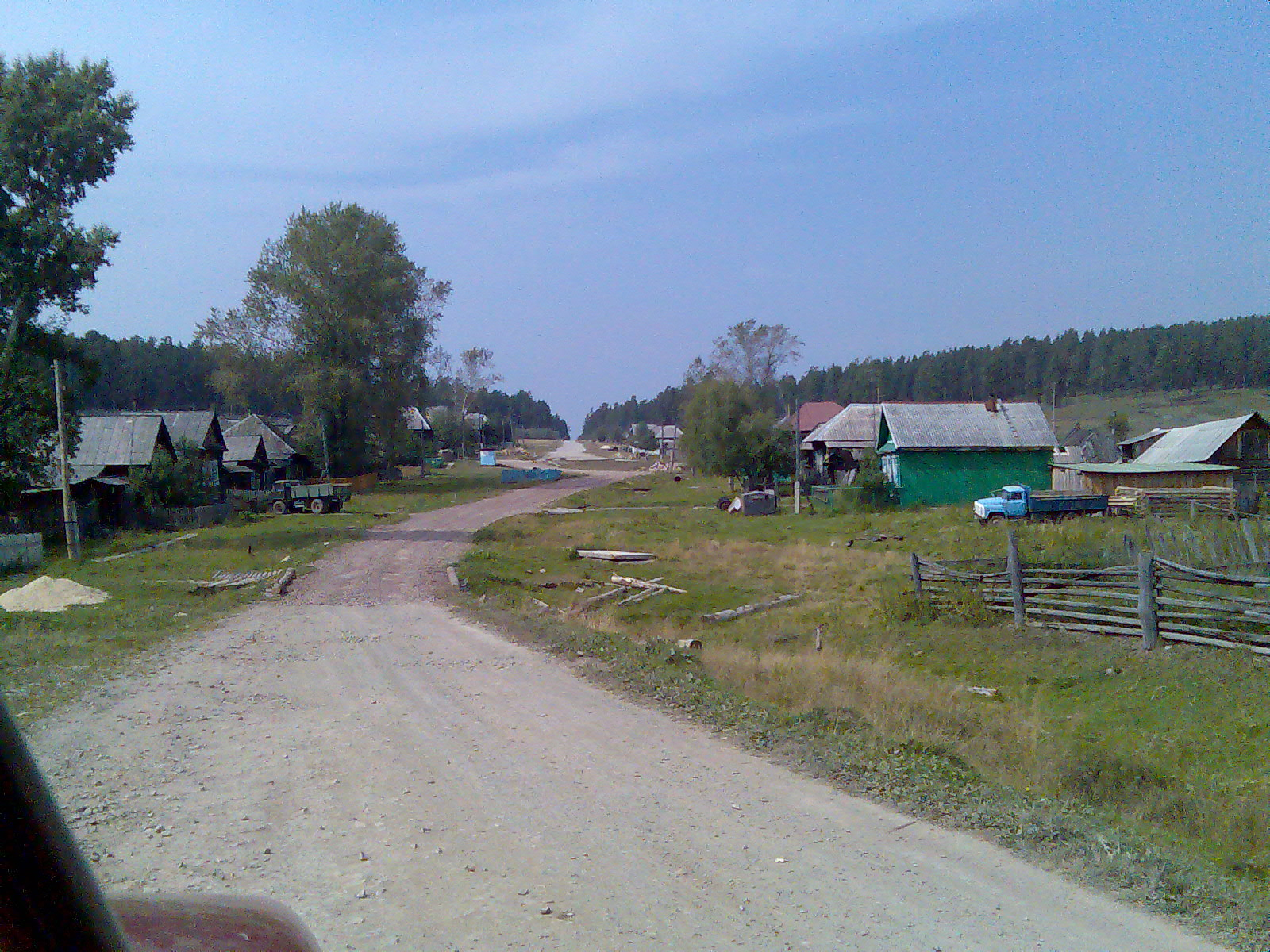
В'їзд в село Меседа

- У районі вирощують овес, ячмінь, пшеницю.
- Молочно-м'ясне скотарство.
- Родовища мармуру, мергелю.
- Катав-Івановський цементний завод
- Катав-Івановський приладобудівний завод
- Катав-Івановський ливарно-механічний завод
- Катавський ліспромгосп

## Пам'ятки
За 8 км від села Серпієвка вгору по річці Сім знаходиться пам'ятник природи Ігнатіївська печера, відома своїми наскельними зображеннями .